# Operacja Albany
Operacja Albany (ang. Mission Albany) – desant spadochronowy amerykańskiej 101 Dywizji Powietrznodesantowej wykonany w nocy z 5 na 6 czerwca 1944 r. podczas lądowania w Normandii oraz będące jego bezpośrednią kontynuacją działania bojowe prowadzone do 9 czerwca. Był to etap początkowy alianckiej inwazji na Normandię, operacji Overlord w toku II wojny światowej. 6928 spadochroniarzy wykonało skok bojowy z 443 samolotów Douglas C-47 na planowany obszar docelowy o powierzchni około 39 km kw., który znajduje się w południowo-wschodnim rogu półwyspu Cotentin we Francji, pięć godzin przed lądowaniem sił lądowych na plażach w ramach D-Day. Rzeczywisty obszar zrzutu był bardzo rozproszony z powodu złej pogody i niemieckiego ognia przeciwlotniczego, na obszarze dwukrotnie większym niż zakładany, a niektóre oddziały spadły w odległości nawet 32 km od ustalonych stref zrzutu.
Dywizja zajęła większość swoich celów w Dniu D, ale potrzebowała aż czterech dni na konsolidację rozproszonych jednostek i ukończenie zadania zabezpieczenia lewej flanki oraz tylnej straży amerykańskiego VII Korpusu, wzmocnionego przez 2300 żołnierzy piechoty szybowcowej lądujących w ramach operacji Chicago.

## Tło sytuacyjne
101 Dywizja Powietrznodesantowa miała za zadanie zabezpieczyć cztery wyjścia z grobli za plażą Utah, zniszczyć niemiecką baterię artylerii nadbrzeżnej w Saint-Martin-de-Varreville, zdobyć budynki w pobliżu Mezières uważane za nieprzyjacielskie koszary i stanowisko dowodzenia baterią artyleryjską, zająć śluzy na rzece Douve w la Barquette (naprzeciwko Carentan), zdobyć dwie kładki łączące rzekę Douve w la Porte naprzeciw Brévands, zniszczyć mosty drogowe nad Douve w Saint-Côme-du-Mont i zabezpieczyć dolinę rzeki Douve.
W toku akcji oddziały 101-ej miały również zakłócać niemiecką komunikację, ustawiać blokady na drogach, aby utrudniać ruch niemieckich posiłków oraz ustanowić linię obronną pomiędzy przyczółkiem na plaży a Valognes i oczyścić obszar stref zrzutu do granicy jednostek w Les Forges, gdzie miano nawiązać kontakt z żołnierzami 82 Dywizji Powietrznodesantowej.
Do sił niemieckich sprzeciwiających się operacji należał 3. batalion 1058 Pułku Grenadierów z 91 Dywizji Piechoty) stacjonujący w pobliżu Saint-Côme-du-Mont, 919 Pułk Grenadierów z 709 Dywizji Piechoty)  za plażą Utah, 191 Pułk Artylerii ze składu tej samej dywizji, wyposażony w haubice 105 mm oraz 6 Pułk Strzelców Spadochronowych, wysłany do Carentan w dniu lądowania aliantów.

## Opis misji

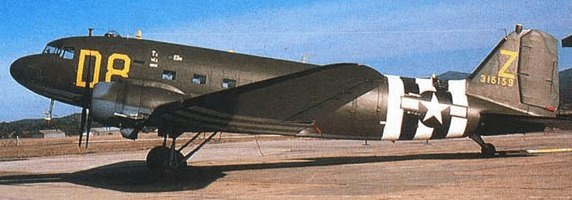
C-47 z 439 Grupy Transportu Lotniczego, która przetransportowała 506 Pułk Piechoty Spadochronowej do Normandii. Jest to samolot dowódcy grupy, „kredowy” nr 1 z rzutu 11, przypisany do Strefy Zrzutu C

Albany była pierwszą z dwóch operacji spadochronowych, wraz z rozpoczętą godzinę później operacją Boston, zrzutem 82 Dywizji Powietrznodesantowej. Każda z tych operacji składała się z trzech desantów, przy czym w każdym zrzucano jeden pułk spadochronowy. Strefy zrzutu 101 Dywizji Powietrznodesantowej znajdowały się na wschód i południe od Sainte-Mère-Église oraz zostały oznaczone literami A, C i D z północy na południe (Strefa Zrzutu B była strefą 501 Pułku Piechoty Spadochronowej przed zmianami w oryginalnym planie lądowania sporządzonymi 27 maja).
Każdy z pułków piechoty spadochronowej był transportowany przez trzy lub cztery rzuty (formacje zawierające 36, 45 lub 54 samolotów C-47), w sumie dziesięć rzutów i 432 samoloty. Maszyny ponumerowane indywidualnie w rzutach „liczbami kredowymi” (dosłownie narysowanymi kredą na kadłubach, aby pomóc spadochroniarzom we wsiadaniu do właściwego samolotu), zorganizowano w szyk po wystartowaniu według ścisłego wzorca zwanego „potrójne V” (trzy samoloty ułożone na kształt litery V, poprzez połączenie formacji składały się w większe V złożone z dziewięciu maszyn). Rzuty zostały zaplanowane w odstępach 6-minutowych. Spadochroniarze byli zorganizowani w „ładunki”, każdy samolot zabierał 15–18 ludzi z pełnym, indywidualnym wyposażeniem.
Zasadnicze skoki bojowe zostały poprzedzone w każdej strefie zrzutu przez trzy zespoły przecieraczy szlaków (and. pathfinders), które przybyły trzydzieści minut przed głównym desantem w celu zainstalowania pomocy nawigacyjnych, w tym radiolatarni „Eureka” i świateł obrysowych, aby pomóc C-47 w zlokalizowaniu swoich stref zrzutu w ciemnościach.
Aby osiągnąć efekt zaskoczenia, samoloty miały zbliżyć się do Normandii na małej wysokości od zachodu. Pierwszy rzut wystartował 5 czerwca o godz. 22:30, utworzył szyk i poleciał na południowy zachód nad kanałem La Manche na wysokości 150 metrów, pozostając poniżej zasięgu niemieckich radarów. Po znalezieniu się nad wodą, całe zewnętrzne oświetlenie samolotów, z wyjątkiem świateł formacyjnych, zostało wyłączone. Korzystając z łodzi nawigacyjnej o nazwie kodowej „Hoboken” i sygnały z radiolatarni „Eureka”, piloci skręcili w lewo na południowy wschód i polecieli między dwoma Wyspami Normandzkimi: Guernsey i Alderney aż do pierwszego punktu na wybrzeżu Francji w Portbail, o kryptonimie „Muleshoe”.
Na półwyspie Cotentin wiele czynników pogodowych negatywnie wpłynęło na dokładność zrzutów, w tym solidny brzeg chmur w całej zachodniej części półwyspu o szerokości 35 km na wysokości penetracji (ok. 450 m) i nieprzezroczysta mgła gruntowa nad wieloma strefami zrzutu. Warunki pogodowe rozproszyły wiele formacji, a intensywny niemiecki ogień przeciwlotniczy uczynił jeszcze więcej zamieszania. Jednak głównym czynnikiem ograniczającym sukces jednostek spadochronowych, który spotęgował wszystkie powyżej przytoczone, była decyzja o zrzucie spadochroniarzy w nocy.

## Desant

### Strefa Zrzutu A

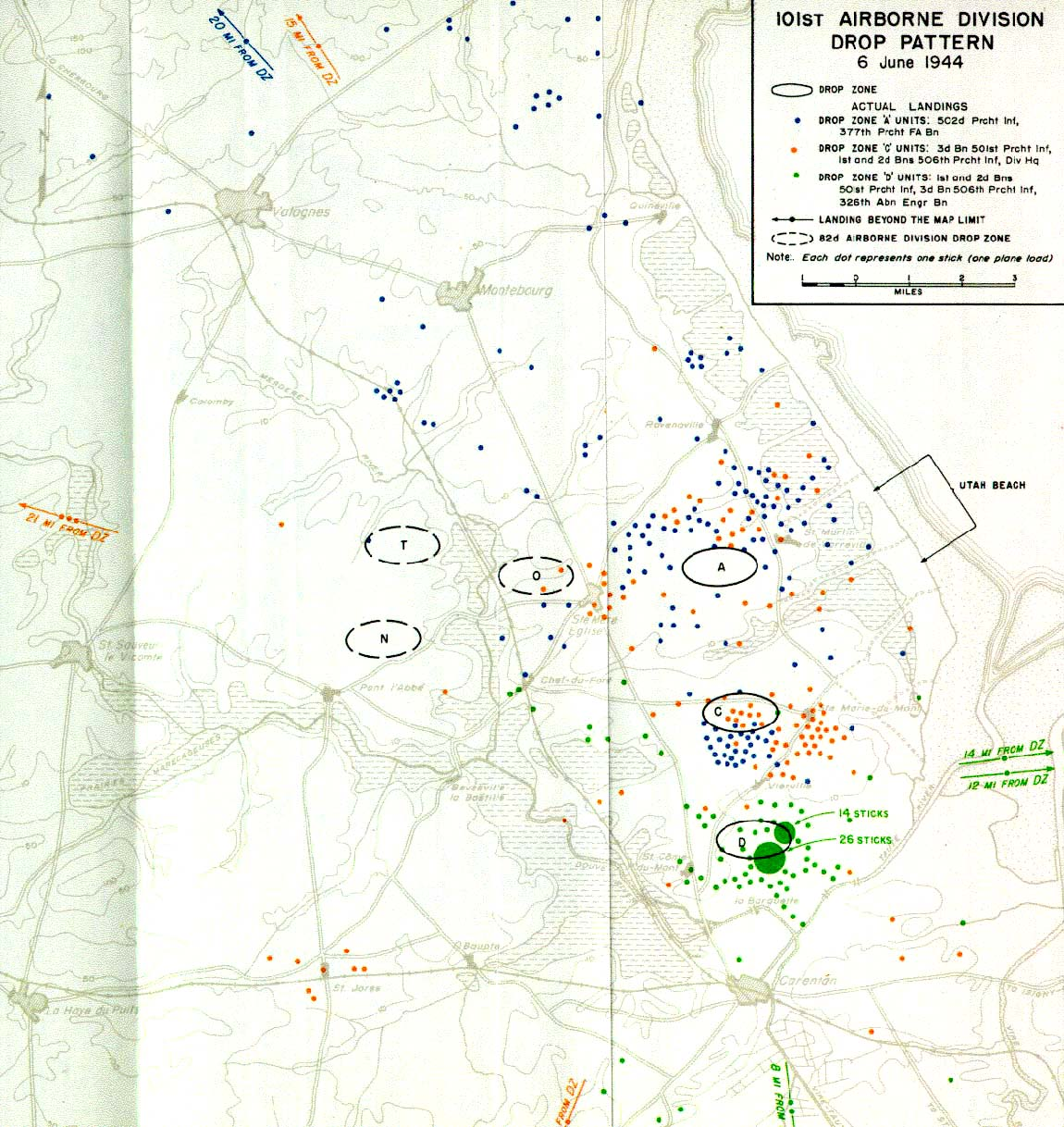
Schemat zrzutów spadochronowych 101 Dywizji Powietrznodesantowej, 6 czerwca 1944 r.

Spadochroniarze 101 Dywizji Powietrznodesantowej („krzyczące orły”) skakali w Normandii pomiędzy godz. 00:48, a 1:40 według tzw. brytyjskiego podwójnego czasu letniego 6 czerwca. Pierwsza fala, przybywająca do Strefy Zrzutu A (najbardziej na północ), nie została zaskoczona przez gęste chmury i utrzymywała formację, ale błędy nawigacyjne oraz brak sygnału „Eureki” spowodowały pierwszy błąd. Chociaż 2. batalion 502 Pułku Piechoty Spadochronowej został zrzucony w jednym miejscu, jako zwarta jednostka, to skoczył na niewłaściwą strefę zrzutu, podczas gdy jego dowódca, ppłk Steve A. Chappuis, wylądował praktycznie sam we właściwym miejscu. Chappuis i żołnierze z jego samolotu uchwycili baterię artylerii nadbrzeżnej wkrótce po wylądowaniu, lecz odkryli, że została ona zdemontowana po nalocie lotniczym.
Większość pozostałych żołnierzy 502 Pułku (70 z 80 grup) spadła w sposób niezorganizowany wokół zaimprowizowanej strefy zrzutu utworzonej przez przecieraczy szlaków w pobliżu plaży. Dowódcy 1. i 3. batalionu, pułkownicy Patrick J. Cassidy i Robert G. Cole, przejęli dowództwo nad odnalezionymi małymi grupkami żołnierzy i z tą utworzoną ad hoc grupą bojową wykonali wszystkie swoje zadania w dniu inwazji. Grupa Cassidy' ego zdobyła Saint-Martin-de-Varreville do 6:30, wysłała patrol pod dowództwem sierż. sztab. Harrisona C. Summersa, aby przejąć cel „XYZ”, czyli koszary w Mezières oraz utworzyła cienką linię obrony od Foucarville do Beuzeville. Grupa Cole' a przeniosła się w nocy z okolic Sainte-Mère-Église do baterii Varreville, a następnie kontynuowała marsz i zdobyła groblę nr 3 z plażą Utah o 7:30. Spadochroniarze utrzymywali tę pozycję do rana, dopóki żołnierze piechoty, którzy wylądowali na plaży, przemieszczając się w głąb lądu nie połączyli się z nimi. Obaj pułkownicy znaleźli także groblę nr 4, pokrytą niemieckim ostrzałem artyleryjskim, po czym Cassidy zalecił przez radio 4 Dywizji Piechoty, aby nie korzystała z tego przejścia.
Artyleria dywizji nie wypadła tak dobrze. Jej zrzut był jednym z najgorszych w skutkach, ponieważ stracił prawie wszystkie haubice z wyjątkiem jednej i zrzucił wszystkie oprócz dwóch z 54 ładunków w odległości od 6 do 32 km na północ od swojej strefy zrzutu.

### Strefa Zrzutu C
Druga fala, przeznaczona do zrzucenia 506 Pułku Piechoty Spadochronowej w Strefie Zrzutu C w odległości 1,6 km na zachód od Sainte-Marie-du-Mont, została bardzo rozproszona przez chmury, a następnie trafiła pod ciężki ogień przeciwlotniczy na dystansie 16 km. Trzy z 81 C-47 zostały zestrzelone przed lub podczas zrzutu. Jeden samolot, pilotowany przez por. Marvina F. Muira z 439 Grupy Transportu Lotniczego, zapalił się. Por. Muir trzymał samolot nieruchomo, podczas gdy spadochroniarze skakali. Sam nie zdążył wyskoczyć i zginął, kiedy samolot rozbił się, za co został odznaczony pośmiertnie Krzyżem Wybitnej Służby. Pomimo oporu wroga, 1. batalion 506 Pułku (pierwotna rezerwa dywizji) został zrzucony dokładnie w Strefie Lądowania C, a 2/3 żołnierzy i dowódca pułku, ppłk Robert Sink, wylądowali w odległości najwyżej 1,5 km od strefy zrzutu.
2. batalion, którego większość skoczyła zbyt daleko na zachód w pobliżu Sainte-Mère-Église, ostatecznie zgromadził się w pobliżu Foucarville na północnym krańcu obszaru zadań 101 Dywizji Powietrznodesantowej. Do południa przedostał się do wioski Le Chemin w pobliżu grobli Houdienville, ale na miejscu stwierdzono, że 4 Dywizja Piechoty już wcześniej sama zajęła wyjście z plaży. 3. batalion 501 Pułku, dostarczony przez 435 Grupę Transportu Lotniczego, również został przydzielony do skoku nad Strefą Zrzutu C, jednak został częściowo rozproszony. Dowódca dywizji, gen. Maxwell Taylor, zeskakując z samolotu dowodzenia 435 Grupy Transportowej, wylądował w strefie zrzutu, ocenił sytuację i postanowił przejąć zadania zabezpieczenia wyjść z plaży. Sformowana ad hoc grupa bojowa wielkości kompanii, w skład której wchodził dowódca dywizji, dotarła do grobli Pouppeville o godz. 6:00. Po sześciogodzinnej bitwie oczyszczono domy z elementów niemieckiego 1058 Pułku Grenadierów, a grupa zapewniła bezpieczne wyjście z plaży na krótko przed przybyciem żołnierzy 4 Dywizji Piechoty; w ten sposób połączono się z głównymi siłami desantowymi.

### Strefa Zrzutu D
Trzecia fala, przenosząca 501 Pułk Piechoty Spadochronowej również spotkała się z silnym ostrzałem z ziemi, tracąc sześć samolotów. Mimo to transportowce zrzuciły spadochroniarzy dość dokładnie, wyładowując aż 94 ze 132 grup w strefie zrzutu lub blisko niej, ale część pola została pokryta gęstym niemieckim ogniem karabinów maszynowych i moździerzy, które zabiły wielu żołnierzy po wylądowaniu, zanim odczepili od siebie spadochron. Wśród zabitych było dwóch z trzech dowódców batalionów i oficer wykonawczy 3. batalionu 506 Pułku.
Ocalały jedyny dowódca batalionu, ppłk Robert A. Ballard zebrał 250 żołnierzy i ruszył w stronę Saint-Côme-du-Mont, aby wykonać zadanie zniszczenia mostów drogowych nad rzeką Douve. Niespełna pół kilometra od celu, zostali zatrzymani przez elementy 3. batalionu 1058 Pułku Grenadierów w Les Droueries. Inna grupa 50 żołnierzy, zgromadzona przez szefa sztabu 501 Pułku, mjr. Richarda J. Allena, zaatakowała ten sam obszar od wschodu w Basse-Addeville, ale również została przygnieciona ogniem nieprzyjaciela.
Dowódca 501 Pułku Piechoty Spadochronowej, płk Howard R. Johnson zebrał 150 żołnierzy i zdobył główny cel, zamek La Barquette, do godziny 4:00. Po ustanowieniu pozycji obronnych płk Johnson wrócił do strefy zrzutu i zgromadził kolejnych 100 ludzi, w tym grupę Allena, aby wzmocnić przyczółek. Pomimo wsparcia ze strony krążownika Quincy zapewnianego przez United States Navy, batalion Ballarda nie był w stanie zdobyć Saint-Côme-du-Mont, ani dołączyć do płk. Johnsona.
Oficer sztabowy 3. batalionu 506 Pułku, kpt. Charles G. Shettle, sformował naprędce pluton i osiągnął kolejny cel, zdobywając dwa mosty piesze w pobliżu La Porte o 4:30 i przechodząc na wschodni brzeg. Kiedy po wybiciu obług kilku stanowisk niemieckich karabinów maszynowych, Amerykanom skończyła się amunicja, wycofali się na zachodni brzeg. Kolejnej nocy ich siły podwoiły się, gdy dotarli do nich liczni maruderzy szacujący swoich oddziałów, po czym wspólnie wyparli wroga za mosty.

### Inne akcje
Dwie inne godne uwagi działania miały miejsce w pobliżu Sainte-Marie-du-Mont w wykonaniu jednostek 506 Pułku, z których oba obejmowały zajęcie i zniszczenie baterii haubic 105 mm niemieckiego 3. batalionu 191 Pułku Artylerii. Rano oddział wielkości patrolu piechoty, głównie z kompanii E 506 Pułku pod dowództwem por. Richarda Wintersa, pokonał 3-4 krotnie większe siły niemieckie i zniszczył cztery działa koło dworu Brécourt.
Około południa, podczas patrolowania terenu jeepem, płk Robert Sink, dowódca 506 Pułku otrzymał wiadomość, że w Holdy odkryto drugą baterię czterech dział, pod dworem między jego stanowiskiem dowodzenia, a Sainte-Marie-du-Mont, wysłał więc tam grupę około 70 spadochroniarzy. Kpt Lloyd E. Patch (kompania dowodzenia, 1. batalion, 506 Pułk) i kpt Knut H. Raudstein (kompania C, 506 Pułk) poprowadzili do Holdy kolejnych 70 spadochroniarzy i otoczyli niemieckie stanowisko. Połączone siły kontynuowały przejęcie Sainte-Marie-du-Mont. Pluton z 502 Pułku, pozostawiony do blokowania baterii, zniszczył trzy z czterech dział, zanim płk Sink zdążył wysłać cztery jeepy, aby ocalić je na użytek 101 Dywizji Powietrznodesantowej.
Pod koniec dnia inwazji gen. Taylor i jego zastępca, gen. Anthony McAuliffe wrócili ze swojej wyprawy w Pouppeville. Taylor kontrolował około 2500 ze swoich 6600 ludzi, z których większość znajdowała się w pobliżu stanowiska dowodzenia 506 Pułku w Culoville, z cienką linią obrony na zachód od Saint-Germain-de-Varreville lub rezerwy dywizji w Blosville. Dwa desanty szybowcowe przyniosły niewielkie posiłki i spowodowały śmierć zastępcy dowódcy dywizji, gen. Dona Pratta.
101 Dywizja Powietrznodesantowa wykonała najważniejsze zadanie zabezpieczenia wyjść z plaży Utah, ale niepewnie utrzymywała swoje pozycje w pobliżu rzeki Douve, nad którymi Niemcy mogli nadal przemieszczać jednostki pancerne. Zgrupowane tam trzy grupy spadochroniarzy miały ze sobą przerywany kontakt, ale żadna z nich nie miała kontaktu z resztą dywizji. Brak sprzętu radiowego spowodowany stratami podczas zrzutów zaostrzył ich problemy komunikacyjne. Gen. Taylor postanowił zniszczyć mosty na rzece Douve, co stanowiła główny cel dywizji i przekazał to zadanie płk. Sinkowi, który wydał rozkazy dla 1. batalionu 401 Pułku Piechoty Szybowcowej, aby poprowadził za sobą trzy bataliony na południe następnego dnia.

### Tabela lotów – operacja Albany
| Rzut | Desantowane jednostki                  | Jednostka transportowa          | Liczba użytych C-47 | Baza lotnicza       | Strefa zrzutu | Czas zrzutu |
| 1.   | pathfinders                            | 1 oddział pathfinders           | 3                   | RAF North Witham    | A             | 00:20       |
| 2.   | pathfinders                            | 1 oddział pathfinders           | 3                   | RAF North Witham    | C             | 00:25       |
| 6A.  | pathfinders                            | 1 oddział pathfinders           | 2                   | RAF North Witham    | C             | 00:27       |
| 3.   | pathfinders                            | 1 oddział pathfinders           | 3                   | RAF North Witham    | D             | 00:35       |
| 7.   | 2. bat. 502 Pułku                      | 438 Grupa Transportu Lotniczego | 36                  | RAF Greenham Common | A             | 00:48       |
| 8.   | 3. bat. 502 Pułku                      | 438 Grupa Transportu Lotniczego | 45                  | RAF Greenham Common | A             | 00:50       |
| 9.   | 1. bat. 502 Pułku                      | 436 Grupa Transportu Lotniczego | 36                  | RAF Membury         | A             | 00:55       |
| 10.  | 377 Pułk Art. Pol.                     | 436 Grupa Transportu Lotniczego | 54                  | RAF Membury         | A             | 1:08        |
| 11.  | 1. bat. 506 Pułku                      | 439 Grupa Transportu Lotniczego | 45                  | RAF Upottery        | C             | 1:14        |
| 12.  | 2. bat. 506 Pułku                      | 439 Grupa Transportu Lotniczego | 36                  | RAF Upottery        | C             | 1:20        |
| 13.  | 3. bat. 501 Pułku kwatera gł. dyw.     | 435 Grupa Transportu Lotniczego | 45                  | RAF Welford         | C             | 1:20        |
| 14.  | 1. bat. 501 Pułku                      | 441 Grupa Transportu Lotniczego | 45                  | RAF Merryfield      | D             | 1:26        |
| 15.  | 2. bat. 501 Pułku                      | 441 Grupa Transportu Lotniczego | 45                  | RAF Merryfield      | D             | 1:34        |
| 16.  | 3. bat. 506 Pułku kom. C 326 bat. inż. | 440 Grupa Transportu Lotniczego | 45                  | RAF Exeter          | D             | 1:40        |

## Saint-Côme-du-Mont
101 Dywizja Powietrznodesantowa stoczyła dwie bitwy w Normandii po dniu inwazji. Pierwszą z nich było zdobycie Saint-Côme-du-Mont, które zawierało się w zdaniu blokowania ewentualnych niemieckich kontrataków z południowego brzegu rzeki Douve i jako takie uważane jest za integralną część operacji Albany.

### Skrzyżowanie Umarlaka, 7 czerwca
Rekonesans złożony z żołnierzy wielu batalionów wkroczył do Saint-Côme-du-Mont zgodnie z planem o 4:30, ale bez pełnego batalionu piechoty szybowcowej, który jeszcze się nie pojawił. Miasto było bronione przez grupę żołnierzy 3. batalionu 1058 Pułku Grenadierów w przygotowanych pozycjach rozciągających się od Les Droueries do Basse-Addeville, który zatrzymał postęp 2. batalionu 501 Pułku w dniu inwazji. W samym mieście znajdował się 2. batalion 6 Pułku Strzelców Spadochronowych, który okopał się z widokiem na północ i na wschód od czasu powrotu z Sainte-Mère-Église w nocy. 1. batalion znajdował się w Sainte-Marie-du-Mont, ale został odcięty od reszty swojej jednostki. Gdy bitwa rozwijała się w ciągu dnia, dowódca niemieckiego 6 Pułku, gen. Friedrich von der Heydte, przeniósł połowę swojego 3. batalionu z Carentan, aby wzmocnić 3. batalion 1058 Pułku Grenadierów i przejął obronę autostrady.
Mocno przetrzebione przez niecelne zrzuty 1. i 2. batalion 506 Pułku rozproszyły się w ciemności na całej linii walki, aby przejść przez żywopłoty, ale zostały poddane ciągłemu ostrzałowi snajperskiemu. Strzelcy wyborowi osłaniali krętą polną drogę z Culoville do Vierville, odcinek od długości 1,5 km przez cztery godziny. Omijając miasto, spadochroniarze przesunęli się tylko o kilometr dalej do 11:00, kiedy pojawił się pluton sześciu średnich czołgów M4 Sherman z kompanii A 746. batalionu pancernego. Amerykanie ruszyli naprzód o kolejne 1,5 km, a Niemcy ciągle ich ostrzeliwali, aż snajper zabił dowódcę 1. batalionu 506 Pułku, ppłk. Williama L. Turnera. Ataki mające na celu usunięcie nieprzyjaciela z żywopłotów na flankach zostały odparte, a atak zatrzymany. Korzystając z nowo przybyłego lekkiego czołgu Stuart jako wsparcia, kompania D przesunęła się do 18:30 3 km do celu batalionu, skrzyżowania poniżej Saint-Côme-du-Mont łączącego się z drogą do Carentan. Jednak czołg został tam zniszczony przez bezpośrednie trafienie, w wyniku czego wypalony kadłub i martwy członek załogi zwisający z włazu nadali skrzyżowaniu przydomek Skrzyżowanie Umarlaka (ang. Dead Man's Corner). Kompania A podążyła za kompanią D na obrzeża Saint-Côme-du-Mont, ale obie zostały odwołane tuż przed północą, kiedy żadne inne jednostki nie mogły się z nimi połączyć.
Rano 1. batalion 6 Pułku Strzelców Spadochronowych przeciął tereny uprawne, próbując dotrzeć do własnych linii. Ruchy zostały zaobserwowane przez płk. Sinka w godzinach porannych, ale nie zidentyfikowano ich jako wroga na czas, aby poprowadzić na nich ostrzał. Po południu niemieccy spadochroniarze przekroczyli bagno i napotkali oddziały płk. Johnsona i kpt Shettle' a. Po krótkich walkach po południu 7 czerwca, w których zginęło 90-100 osób i padła podobna liczba rannych, wszyscy z wyjątkiem 25 żołnierzy z 800-osobowego batalionu poddali się, 250 spadochroniarzy od Shettle'a i 350 od Johnsona.

### Drugie natarcie, 8 czerwca
Płk. Sink wznowił atak o 4:45 rano z przygotowaniem artyleryjskim na wysuniętych pozycjach niemieckich. Zaatakował na froncie trzech batalionów, z pełną siłą 1. batalionu 401 Pułku Piechoty Szybowcowej po lewej, 3. batalionu 501 Pułku Piechoty Spadochronowej pośrodku i wszystkich zebranych sił 506 Pułku Piechoty Spadochronowej po prawej w kolumnie. Z powodu licznych żywopłotów każdy batalion zaatakował z dwiema kompaniami w linii, plutonami w kolumnie. 1. batalion 401 Pułku miał uderzyć na Skrzyżowaniu Umarlaka, 3. batalion 501 Pułku przez autostradę Carentan tuż pod wsią, a 506 Pułk bezpośrednio na Saint-Côme-du-Mont. Artyleria zapewniałaby ostrzał przesuwający się co cztery minuty wraz z postępami natarcia. 65. batalion artylerii pancernej wystrzelił 2500 pocisków kal. 105 mm w kierunku obrońców Saint-Côme-du-Mont w ciągu pierwszych 90 minut walki.
Bataliony 506 Pułku były tak wyczerpane, że zamiast atakować przez żywopłoty, przesunęły się w lewo, by podążać drogą z Vierville. Kompania D, tak jak dwa dni wcześniej, nacierała bez oporu ze strony wroga przez Skrzyżowanie Umarlaka, a stamtąd drogą w kierunku Saint-Côme-du-Mont. 1. batalion 401 Pułku, nie mogąc przekroczyć niemieckich pozycji w ataku frontalnym, próbował oskrzydlić je po swojej prawej stronie. W efekcie po zniszczeniu niemieckich obrońców w Les Droueries, którzy zatrzymali 101 Dywizję Powietrznodesantową na dwa dni, 3. batalion 501 Pułku w środku został wycofany z ataku na tym kierunku.
Mieszanym oddziałom sformowanym z żołnierzy wszystkich kompanii 506 Pułku rozkazano zająć linię obronną północ-południe przed wioską wzdłuż drogi Vierville. 3. batalion 501 Pułku przeszedł w lewo i dotarł do autostrady Carentan do godz. 9:00. jego dowódca był przekonany, że niemieckie garnizon się wycofuje i skręcił na południe, aby wejść na groblę prowadzącą prosto do Carentan, lecz zatrzymał go punkt obrony na drugim moście i ostrzał z dział 88 mm. 3. batalion 501 Pułku został następnie poddany kontratakom  elementów 6 Pułku Strzelców Spadochronowych pozostających za nimi. Batalion oczyścił mimo to wysoko położony teren za Skrzyżowaniem Umarlaka i ustanowił silną linię obronną wschód-zachód, na której odparł pięć silnych kontrataków pomiędzy 9:30, a 16:00.
1. batalion 401 Pułku, walczący z pierwszą akcją, pozostawał w tyle za jednostkami spadochronowymi i wdał się w całodniową bitwę w Basse-Addeville. O godz. 16:00 nakazano mu zawrócić na zachód, przejść przez szczelinę między 501 a 506 Pułkiem i zająć miasto. 506-ty również wysłał patrole do przodu; oba natarcia nie napotkały oporu ze strony wroga. Obrońcy z 3. batalionu 1058 Pułku, w ciężkiej walce przez dwa dni, wycofywali się bez rozkazów w ciągu dnia, narażając obronę na niebezpieczeństwo upadku. W rezultacie gen. von der Heydte nakazał 2. batalionowi 6 Pułku wycofać się na zachód, przekroczyć rzekę i ruszyć w kierunku Carentan wzdłuż nasypu kolejowego, niszcząc jednocześnie most kolejowy. Chociaż amerykańskie ataki oczyszczające zaowocowały zdobyciem należącego do niemieckich Fallschirmjägers pociągu z 40 wagonami, większość jego obrońców uciekła, wysadzając w powietrze drugi z czterech mostów na grobli i część nasypu kolejowego.

## Carentan

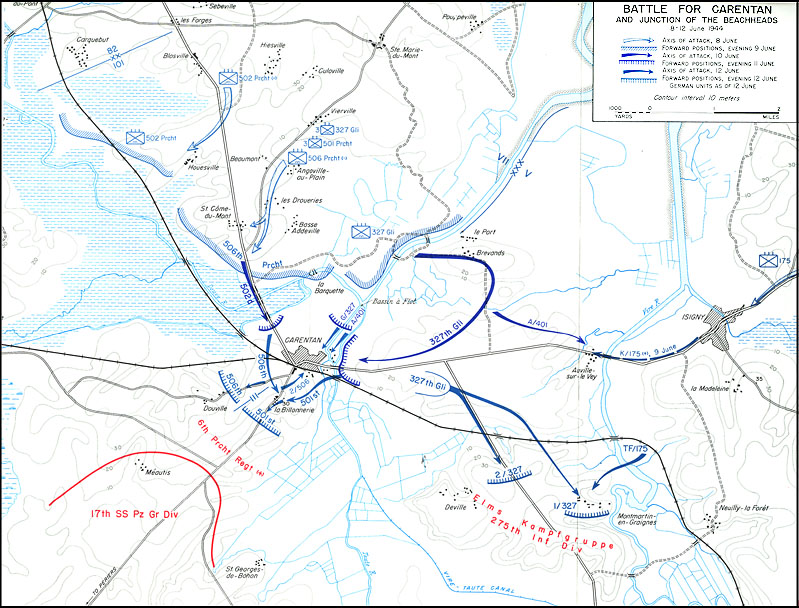
Schemat bitwy o Carentan

9 czerwca 101 Dywizja Powietrznodesantowa zakończyła konsolidację. Powolny postęp w kierunku plaży Omaha zaniepokoił alianckich dowódców, bo niemieckie dywizje zmierzające w kierunku Carentan mogły zablokować połączenie dwóch przyczółków. Dlatego dowództwo VII Korpusu nakazało 101 Dywizji Powietrznodesantowej zająć Carentan, co nastąpiło po trzydniowej bitwie i odparciu niemieckiego kontrataku na Wzgórze 30.

## Straty
Straty 101 Dywizji Powietrznodesantowej w D-Day zostały ustalone w sierpniu 1944 r. na 1240 żołnierzy: 182 zabitych, 338 rannych i 501 zaginionych lub uznanych za zaginionych. Straty do 30 czerwca zgłoszone przez VII Korpus wyniosły 4670 ludzi: 546 zabitych, 2217 rannych i 1907 zaginionych.
Straty zaangażowanych w tamtym rejonie jednostek niemieckich szacuje się na 4,5 tys. żołnierzy. 6 Pułk Strzelców Spadochronowych poniósł całkowitą stratę dwóch batalionów i częściową utratę jednego; zgłosił 3 tys. ofiar przez pierwsze siedem tygodni bitwy o Normandię, otrzymując 1 tys. żołnierzy z rezerw w trakcie kampanii. 3. batalion 1058 Pułku Grenadierów z 91 Dywizji Piechoty został praktycznie zniszczony, podobnie jak 191 Pułk Artylerii tej dywizji, choć niektóre jego jednostki zostały zniszczone przez elementy amerykańskiej 4 Dywizji Piechoty, a nie spadochroniarzy. Zaangażowany w walkę w pobliżu wyjścia z plaży Utah 919 Pułk Grenadierów poniósł kilkaset ofiar.